# Евстигнеев, Владимир Васильевич
Владимир Васильевич Евстигнеев (24 мая 1937, Москва — 12 ноября 2008, Барнаул) — российский учёный, ректор АлтГТУ (1987—2007), доктор физико-математических наук, профессор, академик Международной академии наук высшей школы и Международной академии информатизации.

## Биография
Владимир Евстигнеев родился 24 мая 1937 года в Москве. Во время Великой Отечественной войны с семьей переехал в Томск, где в 1961 году окончил Томский политехнический университет. Работал ассистентом, доцентом, позже возглавил кафедру теоретической и экспериментальной физики.
В 1961 году получил ученую степень доктора физико-математических наук.
В 1987 году переехал в Барнаул и начал работать в Алтайском государственном техническом университете. Позднее был избран ректором учебного заведения. В 1992 году глава администрации Алтайского края Владимир Райфикешт поручил Евстигнееву возглавить исследования по влиянию ядерных взрывов Семипалатинского полигона.

## Ректор АлтГТУ
Евстигнеев внёс значительный личный вклад в развитие науки, техники и образования на Алтае. За годы его ректорства университет стал одним из лучших университетов России. Основанное Евстигнеевым научное направление по изучению взаимодействия мощных потоков энергии с веществом стало общепризнанным.
В 1989 году по инициативе Владимира Васильевича была образована кафедра экспериментальной физики, занимающаяся исследованиями в области физики твердого тела и самораспространяющегося высокотемпературного синтеза.
В последние годы, благодаря его организаторским способностям, произошло особенно бурное развитие высшей школы Алтая: край по численности студентов на 10000 населения вышел на уровень выше среднероссийского, в техническом университете количество направлений и специальностей возросло с 17 до 78, студентов с 9600 до 26500, АлтГТУ получил сертификат качества, а ректор — звание «Ректор 2004 года», а университет вошел в число 100 лучших вузов России.
Значительно укрепился кадровый состав: число докторов наук, профессоров возросло с 16 до 134, открыто 10 диссертационных советов по защите кандидатских и докторских диссертаций. Аспирантура увеличилась с 250 до 615 аспирантов, в докторантуре обучается 44 докторанта, ежегодно защищается до 10 докторских и 50 кандидатских диссертаций.
В 2004 году объём научных исследований в вузе достиг 50 млн руб. в год. Научная школа Евстигнеева в области воздействия мощных потоков энергии на вещество на базе фундаментальных исследований закономерностей и механизма взаимодействия в соответствующих реакционных системах создала физические основы интегральных технологий самораспространяющегося высокотемпературного синтеза, позволяющих комплексно решить ряд проблем, связанных с созданием семейства промышленных образцов мелкозернистых порошков, композиционных материалов и упрочняющих покрытий.
В 2005 г. Евстигнеев стал лауреатом премии Президента Российской Федерации в области образования за разработку системы подготовки высококвалифицированных кадров в области информационных технологий. Команда студентов-программистов университета, опередив 3500 зарубежных и российских команд, в 2006 году завоевала на чемпионате мира среди студентов по программированию в Соединённых Штатах Америки золотую медаль.
В 2006 году университет одним из первых в России прошёл аттестацию и аккредитацию по новым требованиям качества Федеральной службы по надзору в сфере образования и науки.
Университет и лично ректор вёл большую работу по международному сотрудничеству. В вузе учатся более 100 иностранных студентов, ведутся совместные научные исследования и проводятся международные конференции. Владимир Евстигнеев — почётный профессор вузов Китая, Франции, Германии, США, Южной Кореи, Казахстана, Азербайджана и других стран. С 2006 года на базе своей научной школы ректор проводил Международную школу-семинар «Прорывные технологии в области композиционных материалов, теория и практика процессов самораспространяющегося высокотемпературного синтеза».
Евстигнеев более десяти лет был председателем Совета ректоров вузов Алтайского края и возглавлял координационный Совет по высшей школе Межрегиональной Ассоциации «Сибирское соглашение».
После достижения 70-летнего возраста (2007) он оставил пост ректора, продолжив работу в университете в качестве заведующего кафедрой экспериментальной физики.
Скончался 12 ноября 2008 года после тяжёлой и продолжительной болезни. Похоронен в Барнауле на Власихинском кладбище.

## Публикации
Им опубликовано свыше 400 научных работ, в том числе 15 монографий и учебников, создано 66 изобретений (подавляющее большинство публикаций в соавторстве).
- Антонов В. М., Евстигнеев В. В., Кононов, Б. А. Аппаратура для исследования взаимодействия быстрых электронов с веществом // Известия Томского политехнического института [Известия ТПИ]. — 1965. — Т. 140. — С. 97—102.
- Евстигнеев В. В. Теоретическое и экспериментальное исследование энергетического спектра электронного пучка бетатрона и его стабильности // Известия Томского политехнического института [Известия ТПИ]. — 1967. — Т. 162. — С. 131—135.
- Евстигнеев В. В., Кононов, Б. А., Руденко В. Н. Особенности бетатронов для электронной дефектоскопии и интроскопии // Известия Томского политехнического института [Известия ТПИ]. — 1974. — Т. 279 : Бетатроны. — С. 129—132.

## Награды и звания
- Орден Октябрьской Революции (30 августа 1989)
- Заслуженный деятель науки Российской Федерации (2000)
- Орден «За заслуги перед Отечеством» IV степени (2007)
- Орден Почёта (2001)
- Почётный гражданин города Барнаула
- Почётный работник высшего образования РФ